# قرن 8 هـ
القرن الثامن الهجري في التقويم الإسلامي أو التقويم الهجري هو القرن الذي يطابق ما بين السنوات من 1300 إلى 1396 للميلاد.

## أحداث
- معركة شقحب عام 702 هـ

## مواليد
- ولادة تاج الدين السبكي عام 717 هـ
- ولادة ابن خلدون عام 732 هـ
- ولادة ابن رجب الحنبلي عام 736 هـ
- ولادة تقي الدين المقريزي عام 764 هـ
- ولادة ابن حجر العسقلاني عام 773 هـ

## وفيات
- وفاة ابن منظور عام 711 هـ
- وفاة الإمام ابن تيمية عام 728 هـ
- وفاة الإمام الذهبي عام 748 هـ
- وفاة الإمام ابن قيم الجوزية عام 751 هـ
- وفاة الإمام ابن رجب الحنبلي عام 795 هـ
- وفاة الامام ابن كثير عام 774 هــ